# Анда, Хильберто де
Хильберто де Анда Серрано (исп. Gilberto de Anda Serrano; род. 17 февраля 1955, Мехико, Мексика) — мексиканский актёр, монтажёр, продюсер, сценарист и художник.

## Биография
Родился 17 февраля 1955 года в Мехико. В мексиканском кинематографе дебютировал в 1965 году и с тех пор принял участие в 88 работах в кино и телесериалах в качестве актёра, монтажёра, продюсера, сценариста и художника, из которых — сыграл 53 роли в кино и телесериалах, в качестве монтажёра поставил 3 фильма, спродюсировал 7 фильмов, поставил 33 фильма и 1 телесериал, написал сценарии к 61 фильмам и телесериалам и поставил в качестве художника 3 фильма.

## Фильмография

### В качестве актёра

#### Избранные телесериалы
- 1985—2007 — «Женщина, случаи из реальной жизни»
- 2003 — «Истинная любовь» — нотариус.
- 2006 — «Самая прекрасная дурнушка» — конструктор.
- 2007-08 — «Огонь в крови» — Рикардо Урибе.
- 2016-17 — «Кандидатка» — Альмирион.

#### Избранные фильмы
- 1986 — «Жестокий человек» + продюсер + сценарист

### В качестве монтажёра

#### Избранные фильмы
- 2010 — «Секрет» + ассоциированный продюсер + режиссёр + сценарист

### В качестве режиссёра

#### Избранные телесериалы
- 1986-90 — «Отмеченное время» + сценарист

#### Избранные фильмы
- 1983 — «Охотник на демонов» + сценарист
- 1986 — «Наркополиция» + сценарист
- 1988 — «Ночь зверя» + сценарист
- 1990 — «Бег против смерти» + сценарист
- 1991 — «Тихуана Джонс» + сценарист

### В качестве сценариста

#### Избранные фильмы
- 1978 — «Мальчик и акула»
- 1983 — «Натурщицы»
- 1984 —
  - «Семеро под прицелом»
  - «Смерть шакала»
- 1989 — «Изнасилование»
- 1990 — «Последняя утечка»
- 1994 — «Адский трон»
- 1995 — «Пойманный»
- 2006 — «Стол, которому аплодируют»
- 2007 — «Пантера»